# Let El Al 426

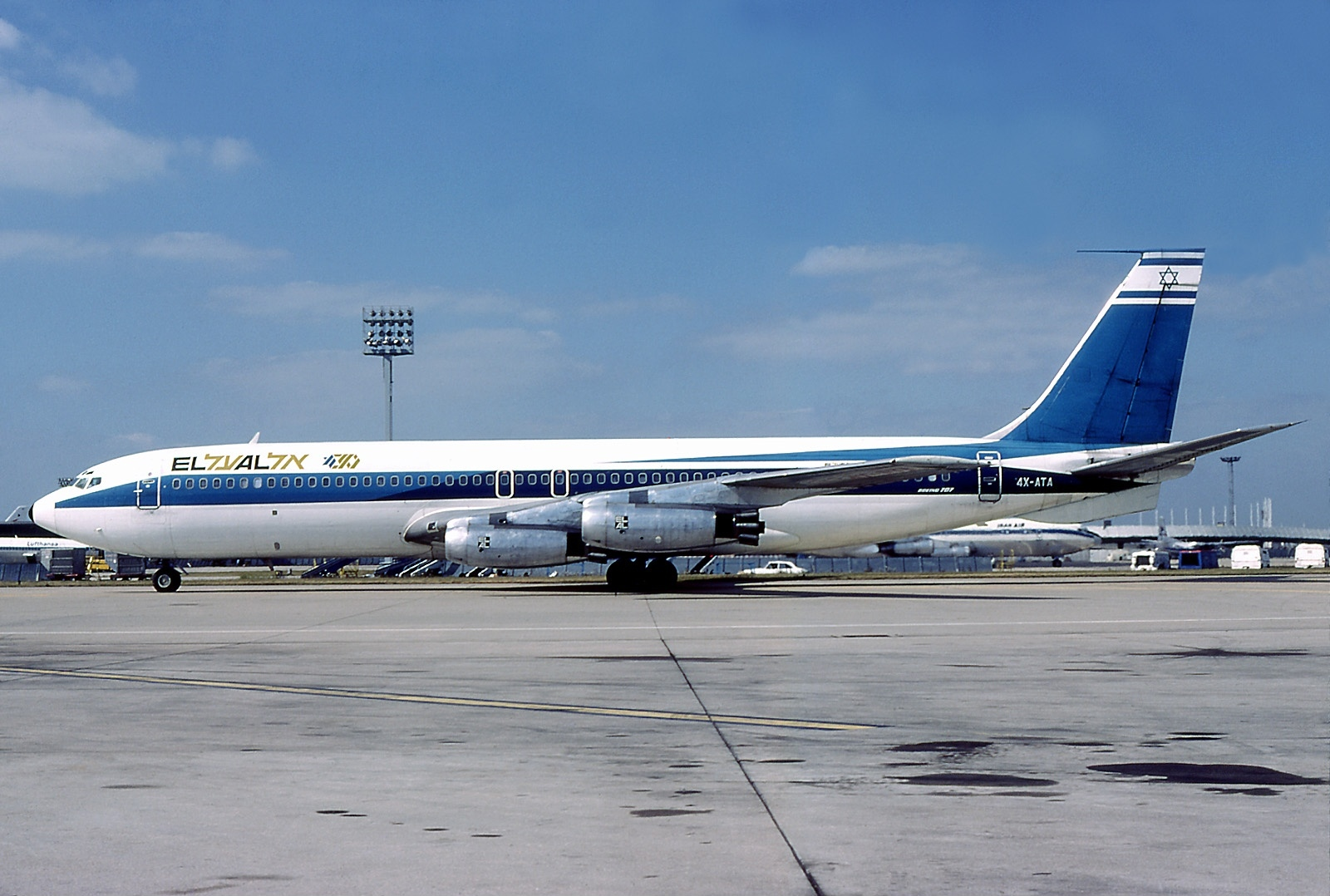
Boeing 707-458 4X-ATA, unesený stroj společnosti El Al, o deset let později na letišti Paříž-Orly, 1978

Let El Al 426 byl pravidelný let izraelské společnosti El Al z Londýna do Tel Avivu, s mezipřistáním v Římě, který v noci z 22. na 23. července 1968 unesli tři příslušníci palestinské teroristické skupiny Lidová fronta pro osvobození Palestiny. Ti přinutili kapitána letadla změnit kurz do Alžírska. Zde se do celé věci zapojily alžírské bezpečnostní složky, které bezprostředně propustily všechny neizraelské cestující a o několik dní později izraelské ženy a děti. Mužští cestující a členové posádky však zůstali rukojmími po čtyřicet dní. Díky mezinárodnímu tlaku a dohodě, zprostředkované Itálií, byli zbývající rukojmí propuštěni výměnou za 24 v Izraeli vězněných palestinských teroristů. Všichni rukojmí únos přežili.
Šlo o první únos mezinárodního civilního leteckého spoje na Blízkém východě. Únosy letadel se v následujících letech staly novým fenoménem izraelsko-palestinského konfliktu. Přestože došlo k dalším pokusům o únos letu společnosti El Al, k roku 2013 je tento případ prvním a jediným úspěšným únosem. El Al v důsledku událostí letu 426 zásadním způsobem zpřísnil svá bezpečnostní opatření, a patří tak k nejbezpečnějším aeroliniím na světě.

## Pozadí
Po izraelském vítězství v šestidenní válce v roce 1967, kdy došlo mimo jiné k okupaci území Západního břehu Jordánu a Pásma Gazy, byly na vzestupu různé palestinské skupiny, které se v boji proti Izraeli uchylovaly k přeshraničním teroristickým útokům. Izraelci se však stávali cíli i mimo region Blízkého východu a v izraelsko-palestinském konfliktu se objevil nový fenomén v podobě únosů mezinárodních civilních leteckých spojů. Jednou z nově vzniklých teroristických skupin byla Lidová fronta pro osvobození Palestiny (zkráceně LFOP, arabsky الجبهة الشعبية لتحرير فلسطين‎), marxisticko-leninistická palestinská organizace založená Georgem Habášem.

## Únos
Prvním uneseným spojem v rámci izraelsko-palestinského konfliktu byl let izraelského národního leteckého přepravce El Al číslo 426, který směřoval z londýnského letiště Heathrow do Tel Avivu na letiště Lod (dnešní Ben Gurionovo mezinárodní letiště), s mezipřistáním na letišti Leonardo da Vinci-Fiumicino v Římě. Vlastní únos naplánoval velitel ozbrojeného křídla LFOP Wadía Haddád. Letoun Boeing 707 imatrikulace 4X-ATA odletěl z Říma 22. července 1968 ve 23.07 místního času se 48 lidmi na palubě (z toho 10 osob tvořila posádka), a přibližně 20 minut po startu nad ním převzali kontrolu tři útočníci (dva palestinští Arabové a jeden Syřan) ozbrojeni zbraněmi a ručními granáty. Jednomu z nich se podařilo vniknout do nezamčené pilotní kabiny, kde došlo k potyčce s personálem a několika výstřelům. Únosce poté nařídil pilotovi Odedu Abarbanellovi změnit kurz do Alžírska do města Alžír. Zbývající dva útočníci drželi pasažéry jako rukojmí. Jeden z nich měl v letadle vykřikovat: „Nemám otce ani matku. Byli zabiti v šestidenní válce. (…) Je mi jedno, jestli tu s vámi všemi vyletím do povětří.“

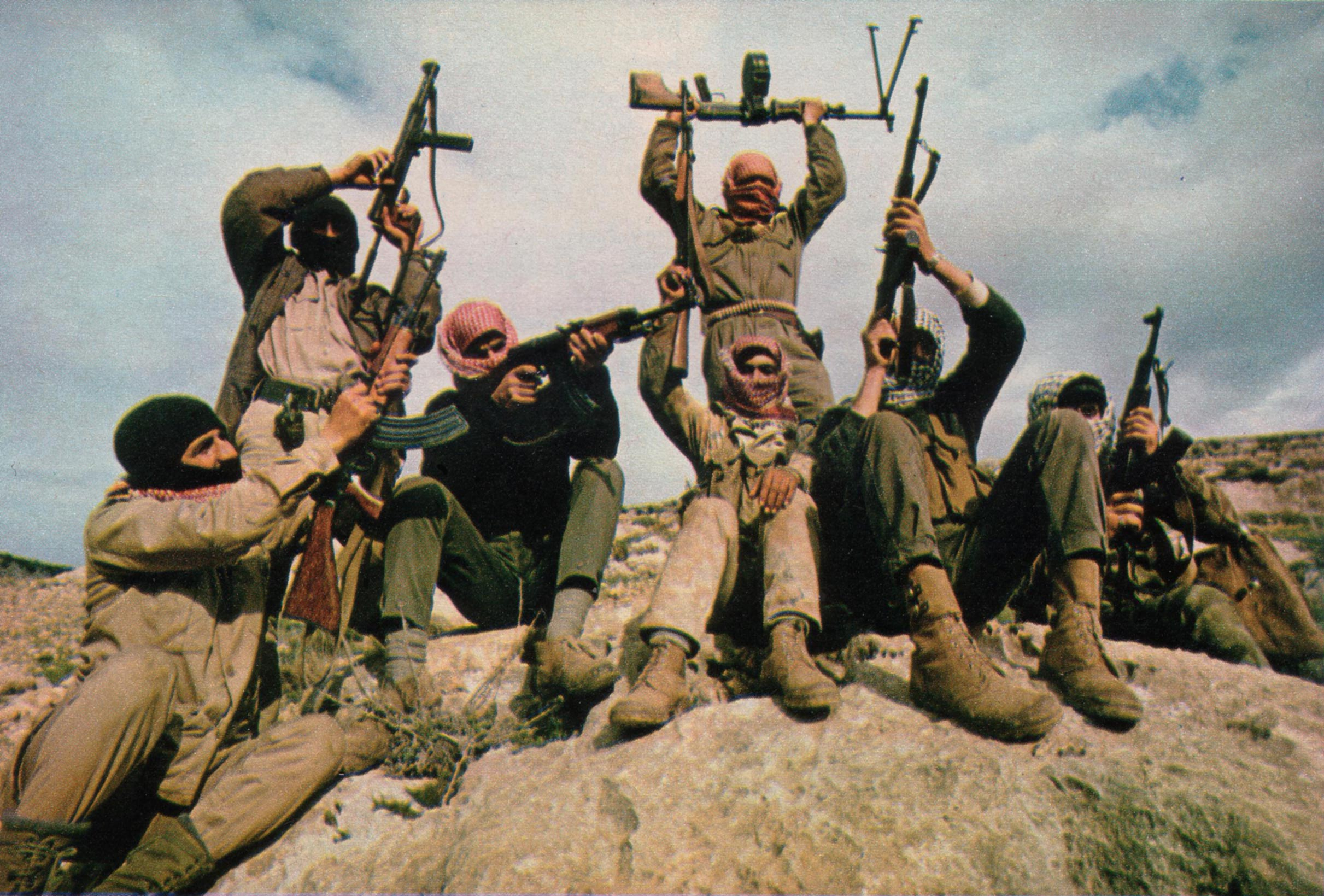
Příslušníci LFOP, 1969

Letoun dorazil na alžírské letiště Dar El Beïda (od roku 1979 mezinárodní letiště Houariho Boumédièna) 23. července v 00.37 místního času. Únosci výměnou za rukojmí požadovali propuštění nespecifikovaného počtu arabských vězňů z izraelských věznic. O den dříve dorazil do Alžírska poradce vůdce LFOP George Habáše, který po tamních představitelích požadoval plnou diplomatickou a materiální podporu pro svou skupinu. Alžírsko s únosci sympatizovalo (o rok dříve během šestidenní války formálně vyhlásilo Izraeli válku, přičemž neuznalo příměří, které ji ukončilo, a společnost El Al považovalo za polovojenskou organizaci), spolupracovalo s nimi, cestující drželo jako rukojmí a samo se ujalo vyjednávání. Alžírské bezpečnostní složky po příletu propustily všech 26 neizraelských a nežidovských cestujících, kteří byli následně přepraveni do Paříže na palubě letounu alžírských národních aerolinií Air Algérie. Dvanáct zbývajících cestujících a desetičlennou posádku letadla však zadržely a věznily v kasárnách nedaleko letiště. O tři dny později, 27. července, propustily ženy a děti, které přes švýcarskou Ženevu odletěly do Izraele. Mužští rukojmí nadále zůstali jako rukojmí v kasárnách.
Mezitím se do celé události zapojila řada arabských aktérů, kteří s únosem neměli nic společného. Palestinské teroristické skupiny Organizace pro osvobození Palestiny a Fatah vyslaly do Alžírska své zástupce, kteří po tamních představitelích požadovali, aby rukojmí propustili pouze výměnou za přibližně 1200 v Izraeli vězněných Arabů. Irák tento požadavek podpořil a nadto požadoval rovněž návrat letounu MiG-21, s nímž o dva roky dříve do Izraele zběhl irácký pilot Munír Rúfá. Egypt, Jordánsko a Sýrie chtěli do výměny zahrnout i návrat území, která Izrael obsadil během šestidenní války.
Na Alžírsko byl vyvíjen čím dál tím větší mezinárodní tlak, aby rukojmí propustilo. Izrael se s žádostí o pomoc obrátil na Organizaci spojených národů a Mezinárodní organizaci pro civilní letectví, ovšem bez konkrétního výsledku. Mezinárodní federace sdružení dopravních pilotů oznámila, že pokud nebudou rukojmí propuštění, zahájí 19. srpna bojkot letů do Alžírska, a podobný záměr oznámili letečtí dopravci Swissair, Alitalia a Air France. Alžírská vláda se proto nakonec přiklonila k hledání diplomatického řešení.
Dohodu mezi Izraelem a Alžírskem pomohla zprostředkovat italská vláda. Když se objevily první zprávy o probíhajících jednáních, byl bojkot 17. srpna odvolán. Alžírsko oznámilo, že propustí zadržované rukojmí a navrátí letadlo, pokud Izrael učiní gesto dobré vůle a propustí určité množství palestinských vězňů. Zbývající izraelští rukojmí byli nakonec propuštěni 1. září 1968 po pěti týdnech věznění. O den později Izrael oznámil, že předá 24 arabských vězňů, „kteří nemají na rukou krev“, Mezinárodnímu červenému kříži. Podle BBC šlo se čtyřiceti dny o vůbec nejdelší únos komerčního letu.
S letounem z Alžírska odletěla posádka společnosti Air France.

## Reakce a dopad

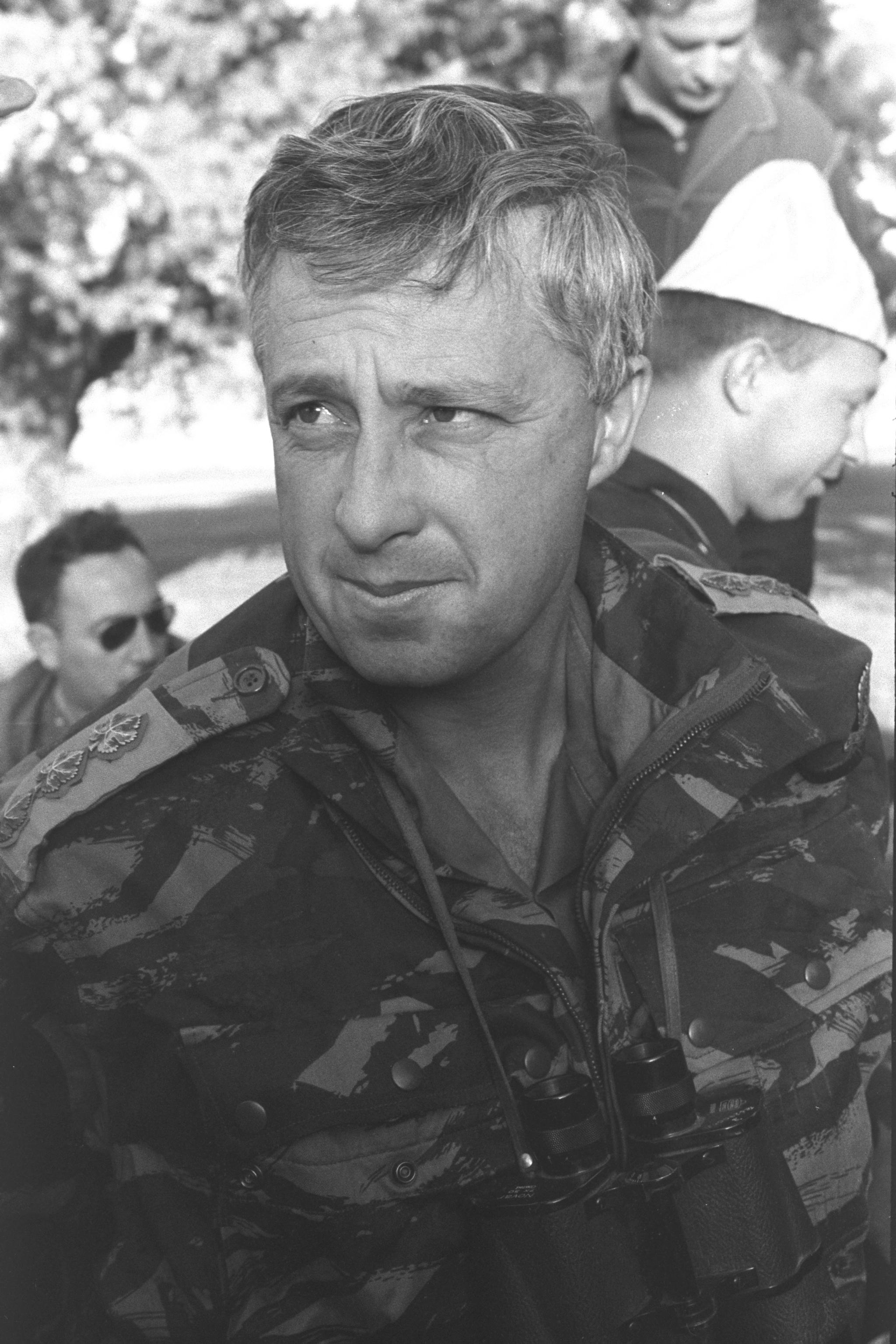
LFOP počítala s tím, že na palubě uneseného letu bude generál Ariel Šaron

Izrael a jeho národní letecká společnost El Al zavedly v reakci na únos nejpřísnější bezpečnostní opatření v oboru osobní letecké přepravy. Celkem byla zavedena dvě nová bezpečnostní opatření. Jedno z nich spočívalo v profilování cestujících, druhé pak v neoznačeném ozbrojeném doprovodu jednotlivých letů, tedy v zavedení takzvaných leteckých maršálů. Přestože tato letecká společnost v následujících letech čelila ještě dalším pokusům o únos letadla, žádný z nich nebyl úspěšný.
V řadách LFOP zavládly smíšené pocity. Ač byl únos úspěšný a podařilo se jím dosáhnout propuštění určitého počtu arabských vězňů, byli rozčarováni, že alžírská vláda vrátila Izraeli jeho letoun a propustila zbývající rukojmí, aniž by to se skupinou konzultovala. Dále se ukázalo, že vlastní plánování celé akce nebylo zcela úspěšné. Podle původních předpokladů organizátorů útoku totiž měl letounem cestovat také izraelský generál Ariel Šaron, který během šestidenní války velel jedné z obrněných divizí na Sinajském poloostrově. Ten přitom v okamžiku únosu letěl do Izraele jiným spojem, a to z Paříže.
Únos letu 426 představoval precedens. Přestože v minulosti docházelo k únosům letadel, v tomto případě šlo vůbec poprvé o únos, v němž zazněly politické požadavky. O šest měsíců později, 26. prosince 1968, zaútočili dva příslušníci LFOP na další pravidelný let společnosti El Al, tentokrát let číslo 253 z Tel Avivu do New Yorku, s mezipřistáním v Athénách. Na athénském letišti začali útočníci střílet ze samopalů na zhruba 180 metrů vzdálený stroj Boeing 707, který se chystal ke startu. Letoun těžce poškodili, zabili jednoho cestujícího a zranili další dva. O dva dny později provedly speciální jednotky izraelské armády odvetný útok na mezinárodním letišti v libanonském hlavním městě Bejrútu, kde zničily čtrnáct prázdných dopravních letounů, patřících libanonským společnostem Middle East Airlines a Air Libea. Rada bezpečnosti OSN izraelský útok odsoudila rezolucí č. 262.
V následujících měsících unesli teroristé z LFOP řadu letů různých západních leteckých společností: v říjnu 1969 let TWA 840, v únoru 1970 nastražili bombu na palubu letu Swissair 330 (vybuchla za letu a zabila všechny na palubě) a v červenci 1970 let Olympic Airways 727. V září 1970 se v jeden den pokusili o simultánní únos čtyř letů. Ve třech případech byli úspěšní (let Swissair 100 z Curychu do New Yorku, Pan American 93 z New Yorku do Amsterdamu a TWA 741 z New Yorku do Frankfurtu). Ve čtvrtém (let El Al 219 z New Yorku do Tel Avivu) byli únosci přemoženi. O tři dny později unesli ještě let BOAC 775 z Bombaje do Londýna. Čtyři unesená letadla posléze vyhodili do povětří na letišti v Jordánsku. Tehdy došla jordánskému králi Husajnovi trpělivost a v událostech známých jako černé září vyhnal palestinské ozbrojené skupiny ze země. Ještě větší pozornosti se dostalo únosu letu Air France 139 z Tel Avivu do Paříže, s mezipřistáním v Athénách, který unesla LFOP ve spolupráci se západoněmeckou teroristickou skupinou Revoluční buňky v červenci 1976 do ugandského Entebbe. Většinu cestujících se podařilo osvobodit při záchranné operaci speciálních sil izraelské armády pod vedením Jonatana Netanjahua (bratra izraelského premiéra Benjamina Netanjahua).
Dva z únosců letu číslo 426 se v následujících letech podíleli na obdobných teroristických útocích:
- Ali Šafík Ahmed Taha, známý též jako kapitán Rifa'at, dohlížel v roce 1969 na bombový útok proti kancelářím společnosti El Al v Bruselu.[26] V květnu 1972 velel únosu letu společnosti Sabena číslo 571 na pravidelné lince z Bruselu do Tel Avivu. Únosci z teroristické skupiny Černé září se letounu zmocnili po mezipřistání ve Vídni, načež se rozhodli pokračovat v původním směru letu a v Tel Avivu požadovali propuštění 315 odsouzených palestinských vězňů, jinak hrozili odpálením výbušnin na palubě letadla.[27] Izraelským speciálním jednotkám Sajeret Matkal se během záchranné operace, která byla svého druhu první na světě, podařilo osvobodit všech 86 cestujících, držených jako rukojmí.[28][29] Dva ze čtyř únosců, včetně Aliho Šafíka Ahmeda Tahy, byli zabiti, a dvě únoskyně se podařilo zajmout.[30]
- Jusúf Chatib vedl skupinu pěti příslušníků LFOP, kteří v únoru 1972 unesli let společnosti Lufthansa číslo 649 z Tokia do Frankfurtu.[9] Po mezipřistání v indickém Dillí se zmocnili letounu, s nímž odletěli do Adenu v Jemenské lidové demokratické republice. Zde drželi mužské rukojmí a hrozili odpálením výbušnin na palubě letadla, pokud Lufthansa nezaplatí výkupné 5 milionů dolarů. Ta nakonec ustoupila a zaplatila.[31]